# Anomalochromis thomasi
Genre
Espèce
Statut de conservation UICN

 LC  : Préoccupation mineure
Le Poisson-papillon africain (Anomalochromis thomasi) est une espèce de poissons appartenant à la famille des Cichlidae. C'est la seule espèce du genre Anomalochromis. Elle se rencontre en Afrique occidentale.